# Julian Rauch
Julian Rauch (* 17. März 1988 in Bregenz) ist ein ehemaliger Handballspieler aus Österreich.

## Karriere
Der 1,80 Meter große und 74 Kilogramm schwere rechte Außenspieler begann bereits im Alter von sechs Jahren bei Bregenz Handball Handball zu spielen. Seit 2007/08 ist Rauch Stammspieler in der Handball Liga Austria für die Landeshauptstädter. Mit den Mannen vom Bodensee wurde er 2007/08, 2008/09 und 2009/10 Österreichischer Meister. International nahm der Linkshänder 2006/07, 2007/08, 2008/09, 2009/10 und 2010/11 an der EHF Champions League oder deren Qualifikation teil. Weiters nahm er mit den Festspielstädtern 2009/10, 2010/11, 2011/12, 2013/14 und 2014/15 am EHF Europa Pokal  teil.
2016/17 wechselte der Bregenzer zum TSV St. Otmar St. Gallen und spielt damit zum ersten Mal in seiner Karriere nicht für einen österreichischen Verein. 2020 beendete er dort seine Karriere.
Für die österreichische Nationalmannschaft stand Julian Rauch im erweiterten Aufgebot für die Weltmeisterschaft 2011, er bestritt keine Länderspiele.
Seit 2022 trainiert Rauch die SG Fides/Otmar.

## Sonstiges
Bei Bregenz Handball absolvierte Rauch eine Ausbildung zum Sportadministrator.

## HLA-Bilanz
| Saison    | Verein           | Spielklasse | Tore | 7-Meter | Feldtore |
| --------- | ---------------- | ----------- | ---- | ------- | -------- |
| 2008/09   | Bregenz Handball | HLA         | 59   | 0/0     | 59       |
| 2009/10   | Bregenz Handball | HLA         | 70   | 0/0     | 70       |
| 2010/11   | Bregenz Handball | HLA         | 37   | 0/0     | 37       |
| 2011/12   | Bregenz Handball | HLA         | 30   | 0/0     | 30       |
| 2012/13   | Bregenz Handball | HLA         | 33   | 0/0     | 33       |
| 2013/14   | Bregenz Handball | HLA         | 38   | 0/0     | 38       |
| 2014/15   | Bregenz Handball | HLA         | 40   | 0/0     | 40       |
| 2015/16   | Bregenz Handball | HLA         | 44   | 0/1     | 44       |
| 2008–2016 | gesamt           | HLA         | 351  | 0/1     | 351      |

## Erfolge
- 3× Österreichischer Meister (mit dem Bregenz Handball)